# Rhampsinitus (kosarz)
Rhampsinitus – rodzaj kosarzy z podrzędu Eupnoi i rodziny Phalangiidae, liczący blisko 50 opisanych gatunków.

## Występowanie
Przedstawiciele rodzaju występują w Afryce.

## Systematyka
Opisano dotąd 47 gatunków kosarzy z tego rodzaju:
| - Rhampsinitus angulatus Lawrence, 1962 - Rhampsinitus ater Roewer, 1912 - Rhampsinitus bettoni (Pocock, 1903) - Rhampsinitus brevipalpis Lawrence, 1962 - Rhampsinitus brevipes Kauri, 1962 - Rhampsinitus capensis (Loman, 1898) - Rhampsinitus crassus Loman, 1898 - Rhampsinitus cristatus Lawrence, 1931 - Rhampsinitus discolor (Karsch, 1878) - Rhampsinitus echinodorsum Roewer, 1912 - Rhampsinitus ephippiatus Roewer, 1956 - Rhampsinitus fissidens Lawrence, 1933 - Rhampsinitus flavidus Lawrence, 1931 - Rhampsinitus forsteri Kauri, 1962 - Rhampsinitus fuscinatus Roewer, 1956 - Rhampsinitus granarius Roewer, 1916 - Rhampsinitus hewittius (Roewer, 1956) - Rhampsinitus hispidus Roewer, 1911 - Rhampsinitus ingae Kauri, 1962 - Rhampsinitus keniatus (Roewer, 1956) - Rhampsinitus lalandei Simon, 1879 - Rhampsinitus lawrencei Starega, 1984 - Rhampsinitus leighi Pocock, 1903 | - Rhampsinitus levis Lawrence, 1931 - Rhampsinitus longipalpis Lawrence, 1931 - Rhampsinitus maculatus Kauri, 1962 - Rhampsinitus morosianus Kauri, 1962 - Rhampsinitus nubicolus Lawrence, 1963 - Rhampsinitus pectinatus Roewer, 1956 - Rhampsinitus qachasneki Kauri, 1962 - Rhampsinitus quadridens Lawrence, 1949 - Rhampsinitus quadrispina Roewer, 1911 - Rhampsinitus salti Roewer, 1952 - Rhampsinitus silvaticus Lawrence, 1931 - Rhampsinitus soerenseni Mello-Leitão, 1944 - Rhampsinitus scabrichelis Roewer, 1956 - Rhampsinitus scutiger Roewer, 1956 - Rhampsinitus somalicus Caporiacco, 1927 - Rhampsinitus spenceri Pocock, 1903 - Rhampsinitus spinifrons Roewer, 1915 - Rhampsinitus suzukii H. Kauri, 1985 - Rhampsinitus telifrons Pocock, 1903 - Rhampsinitus tenebrosus Lawrence, 1938 - Rhampsinitus traegardhi Kauri, 1962 - Rhampsinitus transvaalicus Lawrence, 1931 - Rhampsinitus unicolor Lawrence, 1931 - Rhampsinitus vittatus Lawrence, 1931 |